# Hermann Julius Böttger

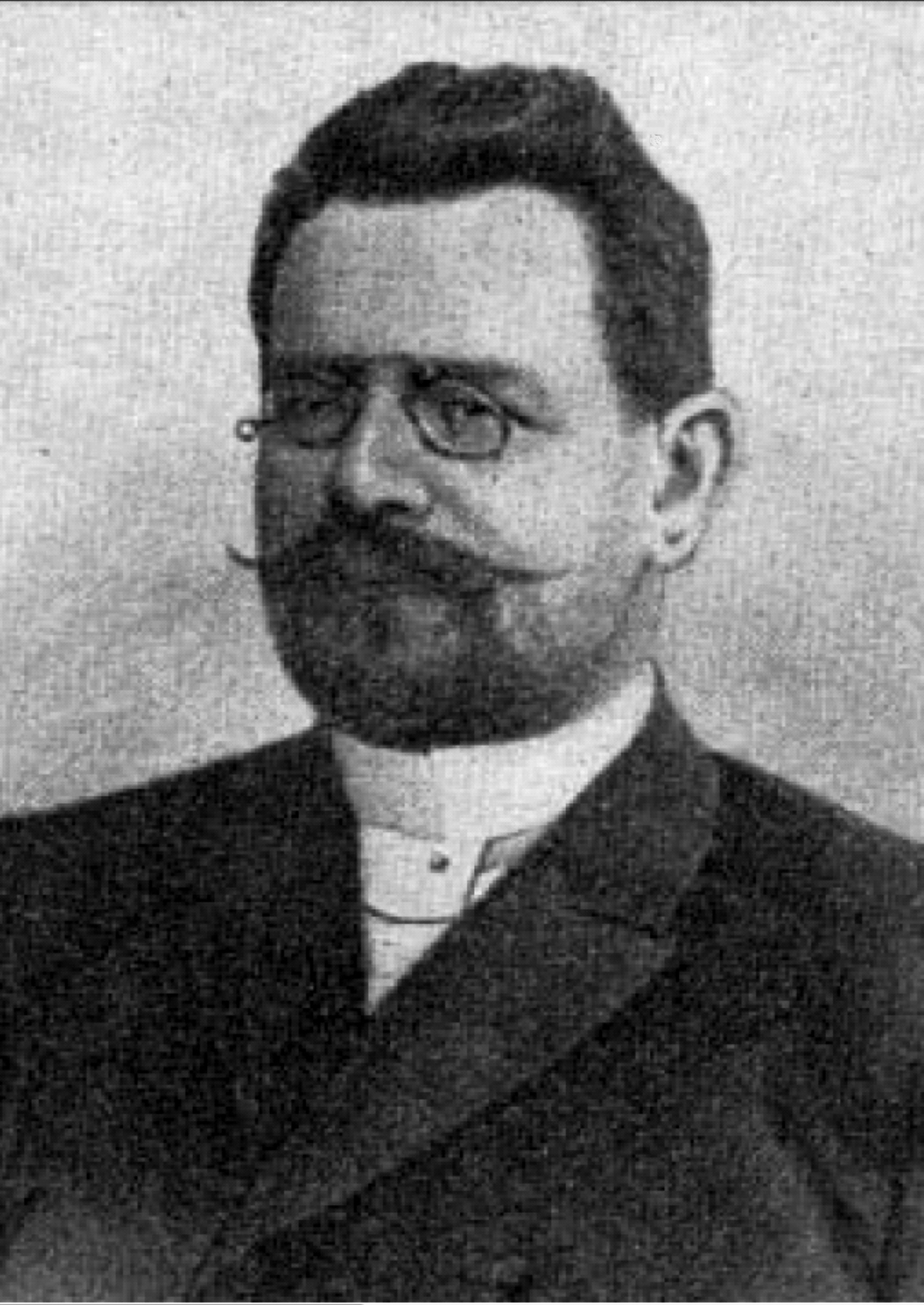
Apotheker und Verleger Hermann Julius Böttger

Hermann Julius Böttger  (* 28. Februar 1843 in Strelnow; † 2. November 1917 in Berlin) war ein deutscher Apotheker und Publizist.
Böttger war der Sohn eines Gymnasialprofessors und absolvierte 1857 bis 1861 die Apothekerlehre in Rawitsch. Danach war er als Gehilfe in Apotheken in Deutschland, Paris (bei H. Schuhmann), Italien und der Schweiz. Er studierte Pharmazie, Philosophie und Nationalökonomie an der Universität Göttingen, an der er 1876 promoviert wurde (Die deutsche Apothekenreformbewegung der letzten Jahrzehnte, in ihrem Zusammenhange mit der Entwicklung der volkswirthschaftlichen Theorie der Neuzeit historisch-kritisch dargestellt). 1869 zog er nach Bunzlau 1869 und wurde Ko-Redakteur und 1881 (nachdem er 1878 die älteste Tochter von Mueller geheiratet hatte) alleiniger Redakteur der 1859 von dem Apotheker Hermann Mueller (1828–1896)  in Bunzlau gegründeten  Pharmaceutischen Zeitschrift. Böttger war schon zuvor publizistisch im Apothekerwesen tätig gewesen. 1886 wechselte der Sitz der Zeitung nach Berlin zum Verlag Julius Springer. Er war bis zu seinem Tod 1917 Chefredakteur. Sein Nachfolger als Chefredakteur wurde Ernst Urban (1874–1958).
Er war auch politisch aktiv im Sinne von Apothekenreformen, insbesondere war er gegen Personalkonzessionen und setzte sich für Niederlassungsfreiheit ein. 1872 setzte er sich für die Delbrücksche Reform ein und 1882 legte er einen eigenen Entwurf zur Apothekenreform vor. Er besuchte auch regelmäßig die nationalen und internationalen Kongresse seines Fachs.
Böttger war Autor in der Real-Encyclopädie der gesammten Heilkunde und in der Real-Encyclopädie der gesammten Pharmacie, herausgegeben von Ewald Geissler (1848–1889) und Joseph Moeller (1848–1924). Mit  Ewald Geissler und Bernhard Fischer (1856–1905) den Pharmazeutischen Kalender heraus. Er verfasste Bücher über gewerbliche und rechtliche Fragen des Apothekerwesens.
Er war Ehrenmitglied der Österreichischen Pharmazeutischen Gesellschaften und der Pharmazeutischen Gesellschaften in Sankt Petersburg und Antwerpen und korrespondierendes Mitglied der Societé Royale de Pharmacie in Brüssel.

## Schriften
- Der Militär-Pharmazeut, 1879
- Giftverkauf-Buch für Apotheker und Drogisten, 1880
- Geschichte der Apothekenreformbewegung in Deutschland von 1862–1882, 1882 (überarbeitete Fassung der Dissertation)
- Beiträge zu Albert Eulenburgs Real-Encyclopädie der gesammten Heilkunde. Erste Auflage.
  - Band 1 (1880) (Digitalisat), S. 467–472: Apothekenwesen
  - Band 8 (1881) (Digitalisat), S. 645–647: Medizinalgewichte; S. 647–651: Medicinalpfuscherei; S. 651–653: Medicinaltaxen
  - Band 11 (1882) (Digitalisat), S. 353: Recept
  - Band 12 (1882) (Digitalisat), S. 472–473: Selbstdispensation der Ärzte